# Music and Me (nummer)
Music and Me is een single van Michael Jackson. Het was de derde single afkomstig van zijn studioalbum Music & Me. Het plaatje werd wereldwijd uitgebracht, maar haalde alleen succes in Nederland en Turkije. De stijl is gelijk aan die van Ben.

## Hitnotering

### Nederlandse Top 40
| Hitnotering: week 52/1973 t/m 2/1974 | Hitnotering: week 52/1973 t/m 2/1974 | Hitnotering: week 52/1973 t/m 2/1974 | Hitnotering: week 52/1973 t/m 2/1974 | Hitnotering: week 52/1973 t/m 2/1974 |
| Week:                                | 1                                    | 2                                    | 3                                    |                                      |
| ------------------------------------ | ------------------------------------ | ------------------------------------ | ------------------------------------ | ------------------------------------ |
| Positie:                             | 34                                   | 34                                   | 39                                   | uit                                  |

### NederlandseDaverende 30
| Hitnotering: 18-12-2010 | Hitnotering: 18-12-2010 | Hitnotering: 18-12-2010 |
| Week:                   | 1                       |                         |
| ----------------------- | ----------------------- | ----------------------- |
| Positie:                | 29                      | uit                     |